# Andheri Hilfe
Die Andheri Hilfe (Eigenschreibweise: ANDHERI HILFE; bis Ende 2016 Andheri-Hilfe Bonn e. V.) ist eine deutsche Organisation der Entwicklungszusammenarbeit. Sie ist aus einer Privatinitiative – gegründet von Rosi Gollmann – für notleidende Kinder in Andheri bei Bombay (heute Mumbai) entstanden und arbeitet seit 1967 als gemeinnütziger Verein. Sie fördert etwa 70 Projekte und Programme in den Armutsgebieten in Indien, Bangladesch und Nepal. Dem Verein wurde vom Deutschen Zentralinstitut für soziale Fragen das Spendensiegel zuerkannt.

## Geschichte
1959 wurde die Bonner Religionslehrerin Rosi Gollmann durch einen Zeitungsartikel auf die Not indischer Findelkinder in einem Waisenhaus in Andheri aufmerksam. Um diese zu lindern, brachte sie mit ihren Schülern hunderte von Päckchen mit lebenswichtigen Artikeln auf den Weg. Hauptziel war zu Anfang die Sicherung der täglichen Handvoll Reis für die etwa 800 Kinder des Waisenhauses St. Catherine’s Home in Andheri. 1967 gründete Rosi Gollmann gemeinsam mit einer kleinen Gruppe den Verein ANDHERI HILFE e.V. Kurz danach änderte sich der Ansatz von der Bekämpfung der Symptome wie Hunger und Krankheit zum Hinterfragen der Ursachen und zu Veränderungen an der Wurzel: Eine Entwicklung von der rein karitativen Hilfe hin zu partnerschaftlicher Entwicklungszusammenarbeit. Im Mittelpunkt der Projekte stand dabei immer die Unterstützung von Kindern aus armen und unterprivilegierten Bevölkerungsgruppen.
Im Jahr 2002 wurde die Rosi-Gollmann-Andheri-Stiftung gegründet, um die Arbeit des Vereins zu unterstützen.

## Ziele
Der Verein ist bestrebt, zur Verbesserung der wirtschaftlichen, sozialen und ökologischen Lage sowie zur Wahrung der Menschenrechte armer Bevölkerungsgruppen in Indien und Bangladesch beizutragen, ungeachtet ihrer Religion und Kaste. Damit diese Entwicklung nachhaltig geschieht, wird großer Wert auf die Hilfe zur Selbsthilfe gelegt. Am Anfang eines neuen Projektes steht häufig die Gründung von Selbsthilfegruppen, in denen die Mitglieder lernen, ihre eigene Situation zu hinterfragen, Ursachen zu analysieren und Lösungen zu finden. Das kann ein genossenschaftlich organisiertes Saatgutlager sein, eine eigene Bank für Frauen oder Berufsausbildung für arbeitslose Jugendliche. Besondere Zielgruppen sind Kinder, Frauen, sozial benachteiligte Familien und Dorfgemeinschaften, indigene Gruppen sowie Menschen, die durch eine Behinderung am Rand der Gesellschaft stehen.
Die nachhaltige Wirkung der Projekte wird seit 2023 auch in Schlussauswertungen überprüft, die von externen Evaluationsteams durchgeführt werden und als Grundlage für die Verbesserung neuer Projekte und Hilfsangebote dienen sollen.

## Projekte
In etwa 70 Projekten in Indien und Bangladesch werden gemäß dem Leitbild Hilfe zur Selbsthilfe Projekte lokaler Partnerorganisationen und Selbsthilfeinitiativen armer und benachteiligter Menschen gefördert. Im partnerschaftlichen Dialog mit Organisationen vor Ort werden Projekte der Sozialarbeit, des Bildungs- und Gesundheitswesens und der landwirtschaftlichen und dörflichen Entwicklung realisiert. Als Kernziele ihrer Arbeit hat die Andheri Hilfe definiert:
- Rechte stärken (Frauenrechte, Kinderrechte, Rechte für Benachteiligte)
- Bildung fördern (Kindern und Jugendlichen Bildung ermöglichen)
- Gesundheit ermöglichen (mit Schwerpunkten auf Prävention und Aufklärung sowie OPs gegen grauen Star und andere Ursachen von Erblindung)
- Selbstständigkeit sichern (Hilfe zur Selbsthilfe, Förderung der Selbständigkeit insbesondere durch Kleinunternehmen von Frauen)
- Klima und Umwelt schützen (durch Aufforstung, Solaranlagen, Biogas, Bioanbau)

Das Ineinandergreifen dieser Ziele wird deutlich beispielsweise bei einem Kooperationsprojekt der Andheri Hilfe mit Naturstrom, in dem bisher über 5.000 Familien mit Solarstrom zur Beleuchtung ausgestattet wurden: die Beleuchtung reduziert einerseits den CO2-Ausstoß, weiter werden die wirtschaftlichen Chancen der Eltern durch bessere Arbeitsbedingungen jenseits der Tageslichtdauer verbessert und Kindern Zeit und Möglichkeit zum Lesen und Lernen gegeben.
Die Verbesserung der Möglichkeiten zur Selbsthilfe vor Ort umfasst darüber hinaus auch die Stärkung der lokalen Forschungsaktivitäten. Mit Unterstützung der Andheri Hilfe wurden unter anderem Konzepte zu einer ertragsreicheren und nachhaltigen Landwirtschaft erarbeitet oder die Möglichkeiten zu besserer ländlicher Versorgung mit Nahrungsmitteln bei gleichzeitiger Förderung von Biodiversität und Abfederung der Folgen des Klimawandels ermittelt.

## Erfolge
Der Verein konnte bisher über 1,4 Millionen Augenoperationen durchführen. In mehr als 7.000 Dörfern und Slums erreicht die Andheri Hilfe heute mehr als 700.000 Menschen.

## 50 Jahre Andheri Hilfe – Dein Punkt gegen Armut und Unterdrückung
Am 5. Mai 2017 jährte sich die Vereinsgründung zum 50. Mal. In diesem Jahr feierte die Andheri Hilfe das Jubiläum 2017 mit einer Kampagne unter dem Motto „Dein Punkt gegen Armut und Unterdrückung“. Im Zuge der öffentlichkeitswirksamen Kampagne wurden die Menschen in Bonn, der Region und ganz Deutschland verstärkt auf die Not in Indien und Bangladesch aufmerksam gemacht, um so weitere Unterstützer für die Arbeit der Andheri Hilfe zu finden und nachhaltige Veränderungen zu bewirken. Als Kampagnenbotschafter engagierten sich die Telekom Baskets Bonn, der Bonner Chor und der Oberbürgermeister der Bundesstadt Bonn Ashok Sridharan.

## Mitgliedschaften
Der Verein ist Mitträger der Aktion Deine Stimme gegen Armut, einer gemeinsamen Kampagne der im Verband Entwicklungspolitik und Humanitäre Hilfe deutscher Nichtregierungsorganisationen (VENRO) zusammengeschlossenen zivilgesellschaftlichen Organisationen. Die Andheri Hilfe ist Mitglied im paritätischen Wohlfahrtsverband Der Paritätische NRW, weiter in der Deutschen Interessengemeinschaft für Erbrecht und Vorsorge e.V. (DIGEV), dem Bangladesh German Chamber of Commerce and Industry sowie im Bundesverband der Mittelständischen Wirtschaft (BVMW).